# Pecorino della Locride
Il Pecorino della Locride è un formaggio italiano prodotto in provincia di Reggio Calabria nella zona della Locride.

## Storia
Le prime documentazioni di questo formaggio risalgono al 1500, nel 1759 venne pubblicato un documento che descriveva la tecnica di caseificazione.

## Caratteristiche[4]
È un formaggio a media maturazione di forma cilindrica, pasta compatta con crosta rugosa e con impressi i solchi del canestro dove è contenuto. Se fresco è di colore è bianco, se stagionato è di colore ocra.
Viene prodotto da ottobre a luglio con latte ovino intero, o miscelato a latte caprino (Capra dell'Aspromonte).
La stagionatura varia da una settimana a qualche mese.
Il sapore è gradevole e delicato.